# Макінтош (округ, Оклахома)
Шаблон:StateAbbr_ 35°23′ пн. ш. 95°40′ зх. д. / 35.38° пн. ш. 95.67° зх. д.
Округ Макінтош (англ. McIntosh County) — округ (графство) у штаті Оклахома, США. Ідентифікатор округу 40091.

## Історія
Округ утворений 1907 року.

## Демографія
За даними перепису
2000 року
загальне населення округу становило 19456 осіб, зокрема міського населення було 2599, а сільського — 16857.
Серед мешканців округу чоловіків було 9307, а жінок — 10149. В окрузі було 8085 домогосподарств, 5685 родин, які мешкали в 12640 будинках.
Середній розмір родини становив 2,84.
Віковий розподіл населення поданий у таблиці:
| Стать    | До 15 років | 15-21 | 22-29 | 30-39 | 40-49 | 50-65 | 65-85 | Понад 85 |
| -------- | ----------- | ----- | ----- | ----- | ----- | ----- | ----- | -------- |
| Чоловіки | 1772        | 823   | 605   | 1060  | 1212  | 1920  | 1756  | 159      |
| Жінки    | 1788        | 815   | 703   | 1140  | 1300  | 2080  | 2008  | 315      |

## Суміжні округи
- Маскогі — північний схід
- Гаскелл — південний схід
- Піттсбург — південь
- Г'юз — південний захід
- Окфаскі — захід
- Окмалгі — північний захід

## Виноски
1. ↑  U.S. Decennial Census. United States Census Bureau. Архів оригіналу за 26 квітня 2015. Процитовано 21 лютого 2015.
2. ↑  Historical Census Browser. University of Virginia Library. Архів оригіналу за 11 серпня 2012. Процитовано 21 лютого 2015.
3. ↑  Forstall, Richard L., ред. (27 березня 1995). Population of Counties by Decennial Census: 1900 to 1990. United States Census Bureau. Архів оригіналу за 19 лютого 2015. Процитовано 21 лютого 2015.
4. ↑  Census 2000 PHC-T-4. Ranking Tables for Counties: 1990 and 2000 (PDF). United States Census Bureau. 2 квітня 2001. Архів оригіналу (PDF) за 18 грудня 2014. Процитовано 21 лютого 2015.
5. ↑  State & County QuickFacts. United States Census Bureau. Архів оригіналу за 11 липня 2011. Процитовано 9 листопада 2013.(англ.) Наведено за англійською вікіпедією.
6. ↑  American FactFinder. Бюро перепису населення США. Архів оригіналу за 26 лютого 2012. Процитовано 31 січня 2008.

| США | Це незавершена стаття з географії США. Ви можете допомогти проєкту, виправивши або дописавши її. |